# Sharon Rendle
Sharon Susan Rendle, née le 18 juin 1966 à Kingston-upon-Hull, est une judokate britannique évoluant dans la catégorie des moins de 52 kg (poids mi-légers).
Elle est notamment médaillée de bronze olympique en 1992.

## Palmarès
| Année | Compétition                     | Lieu       | Résultat | Catégorie      |
| ----- | ------------------------------- | ---------- | -------- | -------------- |
| 1986  | Championnats du monde           | Maastricht | 3e       | Moins de 52 kg |
| 1987  | Championnats d'Europe           | Paris      | 3e       | Moins de 52 kg |
| 1987  | Championnats du monde           | Essen      | 1re      | Moins de 52 kg |
| 1988  | Jeux olympiques (démonstration) | Barcelone  | 1re      | Moins de 52 kg |
| 1989  | Championnats d'Europe           | Helsinki   | 3e       | Moins de 52 kg |
| 1989  | Championnats du monde           | Belgrade   | 1re      | Moins de 52 kg |
| 1990  | Championnats d'Europe           | Francfort  | 1re      | Moins de 52 kg |
| 1990  | Jeux du Commonwealth            | Auckland   | 1re      | Moins de 52 kg |
| 1991  | Championnats du monde           | Barcelone  | 2e       | Moins de 52 kg |
| 1992  | Jeux olympiques                 | Barcelone  | 3e       | Moins de 52 kg |
| 1995  | Championnats d'Europe           | Birmingham | 3e       | Moins de 52 kg |
| 1995  | Championnats du monde           | Chiba      | 3e       | Moins de 52 kg |
| 1996  | Championnats d'Europe           | La Haye    | 1re      | Moins de 52 kg |